# Melissa Marr

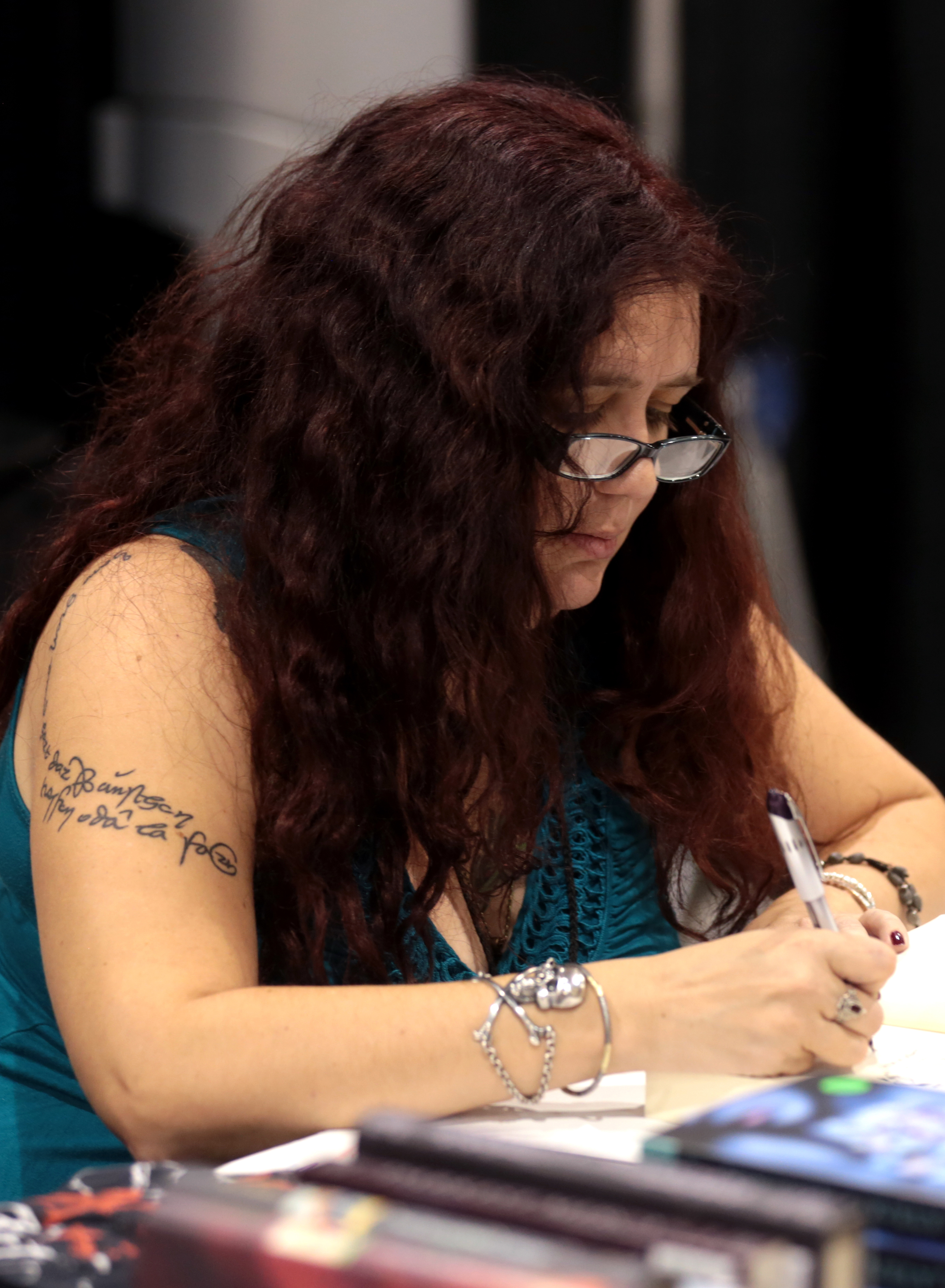
Melissa Marr, 2018

Melissa Marr (* 25. Juli 1972 in Pennsylvania) ist eine US-amerikanische Autorin. Sie schreibt vornehmlich Jugendbücher, aber auch Romane für Erwachsene, im Bereich der Urban Fantasy. Des Weiteren veröffentlichte sie unter dem Pseudonym Ronnie Douglas einige Liebesromane.

## Leben
Marr studierte Literatur, wobei sie sich ihren Lebensunterhalt durch einen Barjob finanzierte. Anschließend unterrichtete sie für zwölf Jahre englische Literatur und Kreatives Schreiben an einer Universität. 2007 veröffentlichte sie mit Wicked Lovely ihr erstes Buch.
Marr ist seit 1998 verheiratet, lebt in Washington D. C. und hat drei Kinder, eine Tochter und zwei Söhne.

## Bibliographie

### Jugendbücher

#### Sommerlicht-Serie
- Gegen das Sommerlicht (Originaltitel: Wicked Lovely), Carlsen, Hamburg 2007, ISBN 978-3-551-31103-0
- Gegen die Finsternis (Originaltitel: Ink Exchange), Carlsen, Hamburg 2008, ISBN 978-3-551-35809-7
- Für alle Ewigkeit (Originaltitel: Fragile Eternity), Carlsen, Hamburg 2009, ISBN 978-3-551-31159-7
- Zwischen Schatten und Licht (Originaltitel: Radiant Shadows), Carlsen, Hamburg 2010, ISBN 978-3-551-31201-3
- Aus dunkler Gnade (Originaltitel: Darkest Mercy), Carlsen, Hamburg 2011, ISBN 978-3-551-31211-2

#### Shadow World-Serie
- Kampf der Seelen. Ravensburger, Ravensburg 2014, ISBN 978-3-473-40115-4.

#### Weitere Jugendbücher
- Bis du mir gehörst (Originaltitel: Made for you). Ravensburger, Ravensburg 2016, ISBN 978-3-473-40136-9
- Seven Black Diamonds (2016)
- One Blood Ruby (2017)

### Romane
- Graveminder (Originaltitel: Graveminder, 2011), Piper, München 2015, ISBN 978-3-492-26936-0
- mit Kelley Armstrong (Hrsg.): Enthralled
- mit Kelley Armstrong (Hrsg.): Shards & Ashes
- mit Tim Pratt (Hrsg.): Rags & Bones
- Arrivals. Fürchte die Unsterblichkeit (Originaltitel: The Arrivals, 2013), Piper, München 2014, ISBN 978-3-492-26941-4

als Ronnie Douglas
- Unfiltered & Unlawful (2014)
- Undaunted (2015)
- Unruly (2016)

### Kinderbücher

#### Blackwell-Pages-Trilogie
- mit Kelley Armstrong: Loki’s Wolves (2013)
- mit Kelley Armstrong: Odin’s Ravens (2014)
- mit Kelley Armstrong: Thor’s Serpents (2015)

#### Bilderbücher
- Bunny Roo, I Love You (2015, Penguin/Nancy Paulsen Books)
- Baby Dragon, Baby Dragon! (2017, Penguin/Nancy Paulsen Books)